# Józefowo (Potok)
Józefowo – część wsi Potok w Polsce położona w województwie kujawsko-pomorskim, w powiecie włocławskim, w gminie Włocławek.
W latach 1975–1998 Józefowo administracyjnie należało do województwa włocławskiego.